# يوهريتشسفيل
يوهريتشسفيل (أوهايو) (بالإنجليزية: Uhrichsville, Ohio)‏ هي مدينة تقع في الولايات المتحدة في مقاطعة تسكاراوس، أوهايو. يقدر عدد سكانها بـ 5,413 نسمة ومساحتها 7.28 كم2 وترتفع عن سطح البحر 261 متر.

## التركيبة السكانية
قام مكتب تعداد الولايات المتحدة بتحديد بيانات التركيبة السكانية ليوهريتشسفيلفي تعداد الولايات المتحدة. في ما يلي، التركيبة السكانية حسب تعدادي 2000 و2010.

### تعداد عام 2000
بلغ عدد سكان يوهريتشسفيل 5,662 نسمة بحسب تعداد عام 2000، وبلغ عدد الأسر 2,254 أسرة وعدد العائلات 1,498 عائلة مقيمة في المدينة. في حين سجلت الكثافة السكانية 1,980.9 نسمة لكل ميل مربع (764.8/كم2). وبلغ عدد الوحدات السكنية 2,523 وحدة بمتوسط كثافة قدره 882.7 نسمة لكل ميل مربع (340.8/كم2).
وتوزع التركيب العرقي للمدينة بنسبة 97.58% من البيض و 0.19% من الأمريكيين الأصليين و 0.12% من الأمريكيين ذوي الأصول الآسيوية و 1.11% من الأمريكيين الأفارقة و 0.90% من عرقين مختلطين أو أكثر.
بلغ عدد الأسر 2,254 أسرة كانت نسبة 34.2% منها لديها أطفال تحت سن الثامنة عشر تعيش معهم، وبلغت نسبة الأزواج القاطنين مع بعضهم البعض 47.8% من أصل المجموع الكلي للأسر، ونسبة 14.4% من الأسر كان لديها معيلات من الإناث دون وجود شريك، وكانت نسبة 33.5% من غير العائلات. تألفت نسبة 29.7% من أصل جميع الأسر من أفراد ونسبة 15.8% كانوا يعيش معهم شخص وحيد يبلغ من العمر 65 عاماً فما فوق. وبلغ متوسط حجم الأسرة المعيشية 3.08، أما متوسط حجم العائلات فبلغ 2.51.
بلغ العمر الوسطي للسكان 35 عاماً. وكانت نسبة 28.4% من القاطنين تحت سن الثامنة عشر، وكانت نسبة 8.3% بين الثامنة عشر والأربعة وعشرون عاماً، ونسبة 28.8% كانت واقعةً في الفئة العمرية ما بين الخامسة والعشرون حتى والأربعة وأربعون عاماً، ونسبة 19.1% كانت ما بين الخامسة والأربعون حتى الرابعة والستون، ونسبة 15.5% كانت ضمن فئة الخامسة والستون عاماً فما فوق. يوجد لكل 100 أنثى 91.2 ذكر، ويوجد لكل 100 أنثى في الثامنة عشر من عمرها فما فوق 84.9 ذكر.
بلغ متوسط دخل الأسرة في المدينة 28,617 دولار، أما متوسط دخل العائلة فبلغ 32,217 دولار. وكان متوسط دخل الذكور 28,138 دولار مقابل 17,132 دولار للإناث. وسجل دخل الفرد الخاص بالمدينة 13,144 دولار. وكانت نسبة 12.0% من العائلات ونسبة 14.6% من السكان تحت خط الفقر، وكان من هؤلاء نسبة 17.9% تحت سن الثامنة عشر ونسبة 11.0% في الخامسة والستين من العمر وما فوق.

### تعداد عام 2010
بلغ عدد سكان يوهريتشسفيل 5,413 نسمة بحسب تعداد عام 2010، وبلغ عدد الأسر 2,176 أسرة وعدد العائلات 1,379 عائلة مقيمة في المدينة. في حين سجلت الكثافة السكانية 1,926.3 نسمة لكل ميل مربع (743.7/كم2). وبلغ عدد الوحدات السكنية 2,426 وحدة بمتوسط كثافة قدره 863.3 لكل ميل مربع (333.3/كم2).
وتوزع التركيب العرقي للمدينة بنسبة 96.3% من البيض و 0.1% من الأمريكيين الأصليين و 0.3% من الأمريكيين ذوي الأصول الآسيوية و 1.4% من الأمريكيين الأفارقة و 1.6% من عرقين مختلطين أو أكثر.
بلغ عدد الأسر 2,176 أسرة كانت نسبة 34.3% منها لديها أطفال تحت سن الثامنة عشر تعيش معهم، وبلغت نسبة الأزواج القاطنين مع بعضهم البعض 40.9% من أصل المجموع الكلي للأسر، ونسبة 17.7% من الأسر كان لديها معيلات من الإناث دون وجود شريك، بينما كانت نسبة 4.8% من الأسر لديها معيلون من الذكور دون وجود شريكة وكانت نسبة 36.6% من غير العائلات. تألفت نسبة 30.6% من أصل جميع الأسر من أفراد ونسبة 14.6% كانوا يعيش معهم شخص وحيد يبلغ من العمر 65 عاماً فما فوق. وبلغ متوسط حجم الأسرة المعيشية 3.04، أما متوسط حجم العائلات فبلغ 2.44.
بلغ العمر الوسطي للسكان 36.5 عاماً. وكانت نسبة 26.7% من القاطنين تحت سن الثامنة عشر، وكانت نسبة 9.2% بين الثامنة عشر والأربعة وعشرون عاماً، ونسبة 24.3% كانت واقعةً في الفئة العمرية ما بين الخامسة والعشرون حتى والأربعة وأربعون عاماً، ونسبة 24.5% كانت ما بين الخامسة والأربعون حتى الرابعة والستون، ونسبة 15.3% كانت ضمن فئة الخامسة والستون عاماً فما فوق. وتوزع التركيب الجنسي للسكان بنسبة 47.3% ذكور و52.7% إناث.